# Yes Sir, I Can Boogie
"Yes Sir, I Can Boogie" é uma canção de 1977 da dupla pop espanhola Baccara. Escrita por Frank Dostal e Rolf Soja, e produzida por Soja, essa música foi um sucesso em toda a Europa e se tornou o único single número um da dupla no Reino Unido, passando uma única semana no topo do UK Singles Chart em outubro de 1977. No Brasil, foi a 84ª música mais tocada nas rádios em 1977.

## Lista de faixas
7" single (Europe & US)
1. "Yes Sir, I Can Boogie" – 4:28
2. "Cara Mia" – 2:53

12" maxi single (US only)
1. "Yes Sir, I Can Boogie" – 6:50
2. "Yes Sir, I Can Boogie" – 6:50

## Uso na mídia
- Em 2014, a música foi usada em um anúncio de televisão no Reino Unido para a Cadbury Dairy Milk.[3]

- A música foi adotada pelos fãs da seleção nacional de futebol da Escócia em 2020, após a qualificação da equipe para os campeonatos da UEFA Euro 2020. Tornou-se notável localmente em 2015, devido a um vídeo de despedida de solteiro do defensor do Aberdeen, Andrew Considine, imitando a música enquanto vestido de drag.[4] Cinco anos depois, depois que a Escócia derrotou a Sérvia para alcançar seu primeiro grande torneio desde 1998, vídeos dos jogadores (incluindo Considine) cantando a música em comemoração após a partida se tornaram virais nas mídias sociais.[5] Após o sucesso renovado da música, uma das cantoras de Baccara, Maria Mendiola, disse que ficaria feliz em regravar a música para o povo da Escócia. Após a popularidade renovada, a música voltou a entrar nas paradas do Reino Unido em 20 de novembro de 2020 no número 57. Em junho de 2021, o DJ escocês George 'GBX' Bowie lançou uma nova versão remixada da música para os fãs escoceses usarem. como um hino para o UEFA Euro 2020. Esta versão de dança incluiu novos vocais de Baccara e entrou no Official Singles Sales Chart Top 100, chegando ao número 11.[6]

- A banda de Glasgow The Fratellis apresentou uma versão ao vivo de "Yes Sir, I Can Boogie" para sua aparição no The Chris Evans Breakfast Show em 26 de março de 2021. A resposta positiva à sua versão levou a banda a lançar uma gravação de sua performance da música como parte do Charity Boogie Bundle, um download digital de edição especial de seu então último álbum Half Drunk Under a Full Moon, com todos os lucros indo para a Tartan Army Children's Charity, Soccer Aid e o Eilidh Brown Memorial Fund. A banda também anunciou planos para gravar uma versão de estúdio de sua capa com novas letras, que será lançada antes do jogo de abertura da seleção da Escócia na Euro 2020 contra a República Tcheca em 14 de junho de 2021. Enquanto Mary Dostal e Marie-Luise Soja, viúvas dos escritores da canção Frank Dostal e Rolf Soja respectivamente, endossaram a versão da canção dos Fratellis e afirmaram que seus falecidos maridos também teriam aprovado que ela sentiu que eles fizeram a música soar mais como a James Last Orchestra em vez de disco. Dito isso, Mendiola ainda considerava os Fratellis "fantásticos" e ficaria feliz com o sucesso de sua versão da música.

## Desempenho nas tabelas musicais
| Chart (1977–1978)                           | Melhor posição |
| ------------------------------------------- | -------------- |
| Alemanha Ocidental (Official German Charts) | 1              |
| Austrália (ARIA)                            | 9              |
| Áustria (Ö3 Austria Top 75)                 | 2              |
| Bélgica (Ultratop 50 de Flandres)           | 1              |
| Bélgica (Ultratop 50 da Valônia)            | 1              |
| Bélgica (VRT Top 30 Flanders)               | 1              |
| Espanha (AFYVE)                             | 2              |
| Finlândia (Suomen virallinen lista)         | 1              |
| França (IFOP)                               | 5              |
| Irlanda (IRMA)                              | 1              |
| Itália (Musica e dischi)                    | 13             |
| Países Baixos (Dutch Top 40)                | 1              |
| Países Baixos (Single Top 100)              | 1              |
| Nova Zelândia (Recorded Music NZ)           | 33             |
| Noruega (VG-lista)                          | 1              |
| Reino Unido (UK Singles Chart)              | 1              |
| Suécia (Sverigetopplistan)                  | 1              |
| Suíça (Schweizer Hitparade)                 | 1              |